# Mistrzostwa NAIA w zapasach
Zawody zapaśnicze organizacji National Association of Intercollegiate Athletics. Turniej rozrywany od 1958 roku. W zawodach biorą udział mniejsze uniwersytety, które w danym czasie nie są członkiem NCAA.
Ośmioro najlepszych zawodników w każdej wadze zdobywa tytuł All-American.

## Edycje zawodów
| Rok  | Miasto        | Zwycięzca                                                |
| ---- | ------------- | -------------------------------------------------------- |
| 1958 | Mankato       | Minnesota State University–Mankato                       |
| 1959 | DeKalb        | Minnesota State University–Mankato                       |
| 1960 | Lock Haven    | Bloomsburg University                                    |
| 1961 | Golden        | Lock Haven University                                    |
| 1962 | Winona        | Bloomsburg University                                    |
| 1963 | Bloomsburg    | Lock Haven University                                    |
| 1964 | Spearfish     | Minnesota State University–Moorhead                      |
| 1965 | Terre Haute   | Bloomsburg University                                    |
| 1966 | St. Cloud     | Lock Haven University                                    |
| 1967 | Lock Haven    | Lock Haven University                                    |
| 1968 | Alamosa       | Adams State University                                   |
| 1969 | Omaha         | Adams State University                                   |
| 1970 | Superior      | University of Nebraska Omaha                             |
| 1971 | Boone         | Central Washington University                            |
| 1972 | Klamath Falls | Adams State University                                   |
| 1973 | Sioux City    | Adams State University                                   |
| 1974 | River Falls   | Central Washington University                            |
| 1975 | Sioux City    | Adams State University                                   |
| 1976 | Edinboro      | Adams State University                                   |
| 1977 | Cheney        | Eastern Washington University                            |
| 1978 | Whitewater    | Southern Oregon University                               |
| 1979 | Wheeling      | University of Central Oklahoma                           |
| 1980 | Hays          | Adams State University                                   |
| 1981 | Edmond        | University of Central Oklahoma                           |
| 1982 | Forest Grove  | University of Central Oklahoma                           |
| 1983 | Minot         | Southern Oregon University                               |
| 1984 | Edmond        | University of Central Oklahoma                           |
| 1985 | Jamestown     | University of Central Oklahoma                           |
| 1986 | Minot         | University of Central Oklahoma                           |
| 1987 | West Liberty  | University of Central Oklahoma                           |
| 1988 | Tacoma        | Simon Fraser University                                  |
| 1989 | Jamestown     | University of Central Oklahoma                           |
| 1990 | Hays          | Adams State University                                   |
| 1991 | Butte         | Montana State University–Northern                        |
| 1992 | Hays          | Montana State University–Northern                        |
| 1993 | Butte         | Simon Fraser University                                  |
| 1994 | Butte         | Southern Oregon University University of Montana Western |
| 1995 | Jamestown     | University of Findlay                                    |
| 1996 | Jamestown     | Missouri Valley College                                  |
| 1997 | Jamestown     | Missouri Valley College                                  |
| 1998 | Primm         | Montana State University–Northern                        |
| 1999 | St. Charles   | Montana State University–Northern                        |
| 2000 | St. Charles   | Montana State University–Northern                        |
| 2001 | St. Charles   | Southern Oregon University                               |
| 2002 | Great Falls   | Lindenwood University                                    |
| 2003 | Great Falls   | Missouri Valley College                                  |
| 2004 | Great Falls   | Montana State University–Northern                        |
| 2005 | Sioux City    | Lindenwood University                                    |
| 2006 | Sioux City    | Dana College                                             |
| 2007 | Sioux City    | Lindenwood University                                    |
| 2008 | Sioux City    | Lindenwood University                                    |
| 2009 | Oklahoma City | Lindenwood University                                    |
| 2010 | Oklahoma City | Notre Dame College                                       |
| 2011 | Cedar Rapids  | Notre Dame College                                       |
| 2012 | Des Moines    | Grand View University                                    |
| 2013 | Des Moines    | Grand View University                                    |
| 2014 | Topeka        | Grand View University                                    |
| 2015 | Topeka        | Grand View University                                    |
| 2016 | Topeka        | Grand View University                                    |
| 2017 | Topeka        | Grand View University                                    |
| 2018 | Des Moines    | Grand View University                                    |
| 2019 | Des Moines    | Grand View University                                    |
| 2020 | Park City     | Grand View University                                    |
| 2021 | Park City     | Life University                                          |
| 2022 | Park City     | Grand View University                                    |
| 2023 | Park City     | Grand View University                                    |
| 2024 | Park City     | Grand View University                                    |
| 2025 | Park City     | Grand View University                                    |

## Liczba tytułów
(do 2025)
| Liczba wygranych | Szkoła                                | Zespół          |
| ---------------- | ------------------------------------- | --------------- |
| 13.              | Grand View University                 | Vikings         |
| 8.               | Adams State University                | Grizzlies       |
| 8.               | University of Central Oklahoma        | Bronchos        |
| 6.               | Montana State University–Northern     | Northern Lights |
| 5.               | Lindenwood University                 | Lions           |
| 4.               | Lock Haven University of Pennsylvania | Bald Eagles     |
| 4.               | Southern Oregon University            | Raiders         |
| 3.               | Bloomsburg University of Pennsylvania | Huskies         |
| 3.               | Missouri Valley College               | Vikings         |
| 2.               | Central Washington University         | Wildcats        |
| 2.               | Eastern Washington University         | Eagles          |
| 2.               | Minnesota State University, Mankato   | Mavericks       |
| 2.               | Notre Dame College                    | Falcons         |
| 2.               | Simon Fraser University               | Clan            |
| 1.               | Dana College                          | Vikings         |
| 1.               | University of Findlay                 | Oilers          |
| 1.               | Minnesota State University Moorhead   | Dragons         |
| 1.               | University of Nebraska Omaha          | Mavericks       |
| 1.               | University of Montana Western         | Bulldogs        |
| 1.               | Life University                       | Running Eagles  |